# استپمپز (آرکانزاس)
استپمپز (آرکانزاس) (به انگلیسی: Stamps, Arkansas) یک شهر در ایالات متحده آمریکا با جمعیت ۲٬۱۳۱ نفر است که در آرکانزاس واقع شده‌است.

## موقعیت جغرافیایی
موقعیت جغرافیایی شهرها و مناطق اطراف به شرح زیر است: